# Joseph Nelson Rose
Joseph Nelson Rose (Condado de Union, Indiana, 11 de janeiro de 1862 — 4 de maio de 1928) foi um botânico norte-americano.